# فردی والدینگ
فردی والدینگ (انگلیسی: Freddie Wadling؛ ‏ ۲ اوت ۱۹۵۱ – ۲ ژوئن ۲۰۱۶) خواننده، ترانه‌سرا و بازیگر اهل سوئد بود. وی بین سال‌های ۱۹۷۹ تا ۲۰۱۶ میلادی فعالیت می‌کرد.
از فیلم‌هایی که وی در آن‌ها نقش داشته است، می‌توان به هری و سونیا اشاره نمود.